# 히로시마 국제회의장

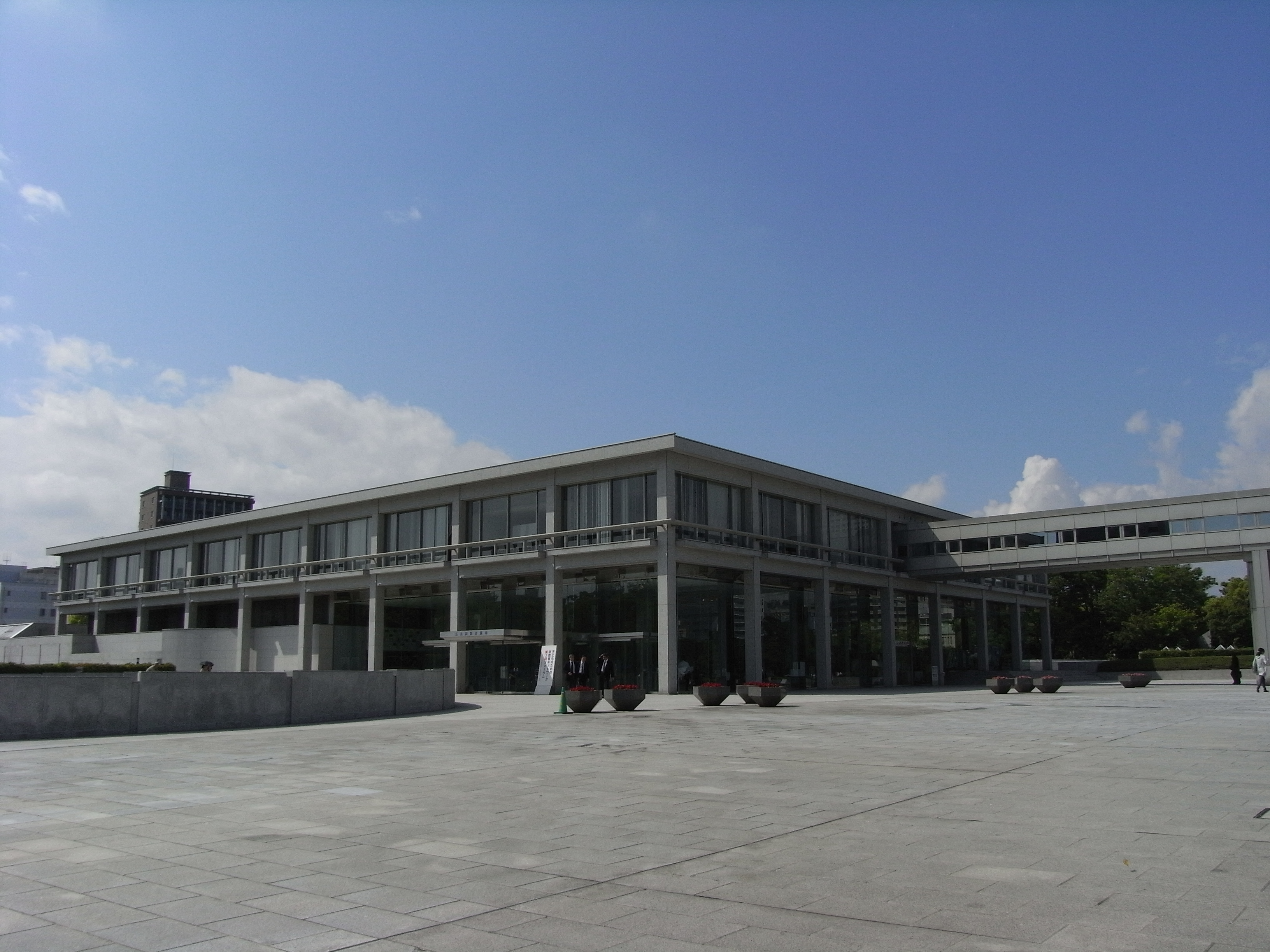
히로시마 국제회의장

히로시마 국제회의장(広島国際会議場)은 일본 히로시마현 히로시마시 나카구 나카지마초에 있는 다목적 홀이 있는 컨벤션 센터이다.
히로시마 평화기념공원 부지 내에 있으며, 히로시마 평화기념자료관 본관 서쪽에 있어, 공중 회랑으로 연결되어 있다.
1955년에 히로시마시 공회당으로서 지어졌으며, 1989년 7월에 재건축해 히로시마 국제회의장으로 개칭하였다. 히로시마시가 소유하고, 공익재단법인 히로시마 평화 문화 센터가 지정 관리자로서 운영 관리하고 있다.
지상 3층 지하 2층으로 이루어져 약 1,500명 수용이 가능한 피닉스홀을 비롯해 국제회의홀과 회의실이 있으며 동시통역설비와 음향·영상설비를 갖추고 있다. 세계 각국의 사람들이 모이는 국제회의나 콘서트, 강연회 등 목적이나 규모에 따라 이용되고 있다.